# 全港羽毛球錦標賽
全港羽毛球錦標賽（Hong Kong Annual Badminton Championships），是從1937年代起一年一度在香港舉行的本地羽毛球個人錦標賽。本賽事由香港羽毛球總會主辦，分為公開組及中齡組，比賽一般在每年的5至8月舉行。賽事目前由中銀香港冠名贊助。

## 賽事分組
依2024年賽事章程，分組及資格簡述如下：
- 公開組：依球員級別限定參賽組別，球員級別由中國香港羽毛球總會評定。
  - 高級組（Senior Division）：A級球員
  - 中級組（Intermediate Division）：B、C級球員
  - 初級組（Junior Division）：D、E級或未被編定級別之球員
- 中齡組：
  - 35歲或以上
  - 45歲或以上
  - 55歲或以上

## 歷屆優勝者

### 公開組高級組
以下為1992年以後各屆賽事各項目的優勝者：
| 年份 | 男子單打 | 男子單打 | 女子單打 | 女子單打 | 男子雙打        | 男子雙打      | 女子雙打      | 女子雙打      | 混合雙打      | 混合雙打      |
| 年份 | 冠軍     | 亞軍     | 冠軍     | 亞軍     | 冠軍            | 亞軍          | 冠軍          | 亞軍          | 冠軍          | 亞軍          |
| ---- | -------- | -------- | -------- | -------- | --------------- | ------------- | ------------- | ------------- | ------------- | ------------- |
| 1992 | 陳健倪   | 黃為立   | 陳愛彌   | 王進芬   | 陳兆光 伍伯儉   | 謝斌 周儉民   | 鍾海玉 鄭燕瑟 | 王進芬 陳愛彌 | 陳兆光 鍾海玉 | 李宇明 曾靜珊 |
| 1993 | 黃為立   | 陳健倪   | 王進芬   | 陳愛彌   | 周儉民 陳健倪   | 伍良華 謝斌   | 鍾海玉 王進芬 | 顏輝 董秋雯   | 周儉民 鍾海玉 | 謝斌 陳愛彌   |
| 1994 | 黃為立   | 譚啟銓   | 陳愛彌   | 鄭燕瑟   | 周儉民 陳健倪   | 何一鳴 馬智江 | 顏輝 董秋雯   | 藏玲 鍾海玉   | 何一鳴 鍾海玉 | 陳健倪 陳愛彌 |
| 1995 | 譚啟銓   | 陳健倪   | 吳菁     | 官惠慈   | 何一鳴 馬智江   | 匡彪 曾慶國   | 顏輝 董秋雯   | 陳愛彌 陳曉峰 | 何一鳴 陳愛彌 | 馬智江 董秋雯 |
| 1996 | 譚啟銓   | I Hendra | 陳曉峰   | 陳薇薇   | 譚啟銓 I Hendra | 馬智江 周儉民 | 吳菁 董秋雯   | 陳曉峰 周昕   | 譚啟銓 董秋雯 | 匡彪 陳愛彌   |
| 1997 | H Irawan | 譚啟銓   | 凌婉婷   | 余麗妮   | 陳祥津 H Irawan | 馬智江 周儉民 | 凌婉婷 官惠慈 | 吳菁 董秋雯   | 匡彪 官惠慈   | 譚樂天 凌婉婷 |
| 1998 | 林光毅   | 吳蔚     | 凌婉婷   | 官惠慈   | 陳常俊 楊禮豐   | 廖國華 馬智江 | 陳薇薇 官惠慈 | 董秋雯 凌婉婷 | 陳常俊 陳薇薇 | 馬智江 官惠慈 |
| 1999 | 吳蔚     | 林光毅   | 官惠慈   | 凌婉婷   | 陳常俊 楊禮豐   | 馬智江 丘觀元 | 凌婉婷 陳薇薇 | 官惠慈 蕭靜雯 | 譚啟銓 凌婉婷 | 楊禮豐 吳菁   |
| 2000 | 林光毅   | 吳蔚     | 王晨     | 官惠慈   | 馬智江 丘觀元   | 楊禮豐 譚樂天 | 陳薇薇 吳菁   | 官惠慈 蕭靜雯 | 熊波 王晨     | 馬智江 官惠慈 |
| 2001 | 林光毅   | 吳蔚     | 王晨     | 凌婉婷   | 楊禮豐 廖國華   | 馬智江 丘觀元 | 王晨 陳薇薇   | 李詠梅 官惠慈 | 廖國華 官惠慈 | 楊禮豐 李詠梅 |
| 2002 | 林光毅   | 吳蔚     | 官惠慈   | 王晨     | 楊禮豐 廖國華   | 鄭昱閩 丘梓郁 | 凌婉婷 蕭靜雯 | 王晨 官惠慈   | 楊禮豐 李詠梅 | 王梓然 官惠慈 |
| 2003 | 林光毅   | 吳蔚     | 王晨     | 官惠慈   | 魏仁君 丘梓郁   | 楊禮豐 廖國華 | 王晨 官惠慈   | 鄧子慧 李詠梅 | 魏仁君 王晨   | 廖國華 官惠慈 |
| 2004 | 林光毅   | 吳蔚     | 王晨     | 凌婉婷   | 楊禮豐 廖國華   | 魏仁君 林光毅 | 官惠慈 李詠梅 | 王晨 黃贍儀   | 楊禮豐 李詠梅 | 廖國華 官惠慈 |
| 2005 | 魏仁君   | 林光毅   | 王晨     | 葉姵延   | 楊禮豐 廖國華   | 魏仁君 林光毅 | 王晨 葉姵延   | 官惠慈 李詠梅 | 廖國華 官惠慈 | 王偉康 葉姵延 |
| 2006 | 吳蔚     | 胡贇     | 葉姵延   | 黃贍儀   | 楊禮豐 魏仁君   | 林光毅 陳偉豪 | 周凱華 黃文靜 | 官惠慈 蒙筠怡 | 魏仁君 官惠慈 | 王偉康 葉姵延 |
| 2007 | 胡贇     | 吳蔚     | 周蜜     | 葉姵延   | 許偉浩 陳偉豪   | 楊禮豐 魏仁君 | 周凱華 黃文靜 | 葉姵延 林倩盈 | 魏仁君 周凱華 | 胡贇 周蜜     |
| 2008 | 吳蔚     | 胡贇     | 葉姵延   | 蒙筠怡   | 楊禮豐 魏仁君   | 王偉康 許偉浩 | 官惠慈 周凱華 | 馮瑩 葉姵延   | 魏仁君 周凱華 | 楊禮豐 李詠梅 |
| 2009 | 胡贇     | 魏楠     | 陳祉嘉   | 張雁宜   | 楊禮豐 許偉浩   | 王偉康 魏仁君 | 陳祉嘉 謝影雪 | 蒙筠怡 官惠慈 | 魏仁君 周凱華 | 王偉康 官惠慈 |
| 2010 | 胡贇     | 黃永棋   | 葉姵延   | 陳虹蓉   | 王偉康 魏仁君   | 楊禮豐 許偉浩 | 周凱華 陳祉嘉 | 潘樂恩 謝影雪 | 王偉康 周凱華 | 魏仁君 葉姵延 |
| 2011 | 黃永棋   | 魏楠     | 陳祉嘉   | 謝影雪   | 楊禮豐 魏仁君   | 盧洛棋 陳子傑 | 潘樂恩 謝影雪 | 張雁宜 陳祉嘉 | 魏仁君 官惠慈 | 楊禮豐 李詠梅 |
| 2012 | 胡贇     | 黃永棋   | 葉姵延   | 張雁宜   | 楊禮豐 魏仁君   | 伍家朗 李晉熙 | 潘樂恩 謝影雪 | 周凱華 陳虹蓉 | 胡贇 陳虹蓉   | 魏仁君 石曉瑤 |
| 2013 | 黃永棋   | 胡贇     | 陳祉嘉   | 張雁宜   | 楊禮豐 魏仁君   | 陳子傑 盧洛棋 | 潘樂恩 謝影雪 | 張雁宜 陳祉嘉 | 陳潤龍 謝影雪 | 李晉熙 周凱華 |
| 2014 | 魏楠     | 伍家朗   | 葉姵延   | 張雁宜   | 盧洛棋 唐金石   | 伍家朗 譚進希 | 陳祉嘉 謝影雪 | 潘樂恩 周凱華 | 陳潤龍 謝影雪 | 李晉熙 周凱華 |
| 2015 | 黃永棋   | 李卓耀   | 張雁宜   | 葉姵延   | 鄧俊文 柯展聰   | 羅卓謙 陳子傑 | 袁倩瀅 陳祉嘉 | 謝影雪 潘樂恩 | 陳潤龍 謝影雪 | 唐金石 袁倩瀅 |
| 2016 | 李卓耀   | 黃永棋   | 張雁宜   | 葉姵延   | 鄧俊文 柯展聰   | 楊盛才 麥喜俊 | 袁倩瀅 陳祉嘉 | 吳芷柔 楊雅婷 | 李晉熙 周凱華 | 麥喜俊 謝影雪 |
| 2017 | 黃永棋   | 魏楠     | 張雁宜   | 葉姵延   | 鄧俊文 柯展聰   | 李晉熙 羅卓謙 | 吳芷柔 楊雅婷 | 楊曉彤 林雪庭 | 李晉熙 周凱華 | 譚進希 吳芷柔 |
| 2018 | 伍家朗   | 黃永棋   | 葉姵延   | 鄧旋     | 李卓耀 陳延澤   | 李晉熙 柯展聰 | 吳詠瑢 楊雅婷 | 袁倩瀅 吳芷柔 | 張德正 吳詠瑢 | 鄧俊文 謝影雪 |
| 2019 | 伍家朗   | 李卓耀   | 張雁宜   | 鄧旋     | 柯展聰 麥喜俊   | 羅卓謙 楊盛才 | 吳詠瑢 楊雅婷 | 袁倩瀅 吳芷柔 | 鄧俊文 謝影雪 | 張德正 吳詠瑢 |
| 2020 | 吳英倫   | 陳延澤   | 鄧旋     | 馬子雪   | 李晉熙 譚進希   | 楊盛才 鍾瀚霖 | 吳芷柔 袁倩瀅 | 吳詠瑢 楊雅婷 | 鄧俊文 謝影雪 | 張德正 吳詠瑢 |
| 2021 | 陳延澤   | 李卓耀   | 馬子雪   | 盧善恩   | 張德正 楊銘諾   | 鄧俊文 何煒麟 | 楊雅婷 吳詠瑢 | 范嘉茵 尤漫瑩 | 鄧俊文 謝影雪 | 李晉熙 吳芷柔 |
| 2022 | 陳延澤   | 李卓耀   | 梁珈穎   | 吳天殷   | 鄧俊文 何煒麟   | 羅卓謙 李晉熙 | 范嘉茵 尤漫瑩 | 曾曉昕 吳芷柔 | 李晉熙 吳芷柔 | 李卓耀 呂樂樂 |
| 2023 | 陳延澤   | 李卓耀   | 楊芯宜   | 馬子雪   | 李晉熙 鄧俊文   | 羅卓謙 楊盛才 | 吳詠瑢 呂樂樂 | 范嘉茵 尤漫瑩 | 鄧俊文 謝影雪 | 李晉熙 吳芷柔 |
| 2024 | 吳英倫   | 伍家朗   | 馬子雪   | 葉心悠   | 呂俊瑋 洪魁駿   | 高傑 高城熙   | 楊雅婷 楊霈霖 | 吳詠瑢 吳芷柔 | 鄧俊文 謝影雪 | 呂俊瑋 楊霈霖 |
| 2025 | 陳延澤   | 李卓耀   | 葉心悠   | 梁珈穎   | 陳延澤 鄒軒朗   | 吳柏諭 符傳寶 | 呂樂樂 曾曉昕 | 鄧灝琳 林雪庭 | 鄧俊文 謝影雪 | 李卓耀 呂樂樂 |

## 備註
1. ↑  該屆賽事原定於2020年10月13日舉行四強賽，因颱風圓規影響延賽，後因四強中多位選手赴歐洲參與國際賽而未能完賽[34]；香港羽總原欲於2022年1月16日重啟賽事，但因香港政府於1月7日加強2019冠狀病毒病防疫措施而再度延期[35]。2022年9月17日至18日，進行男子單打、女子單打四強賽與決賽，然雙打項目因部分選手確診或為親密接觸者而三度延期[36][37]。最終於2022年12月4日完成全部賽程[38]。